# Hokuto Nakamura
Hokuto Nakamura (中村 北斗 Nakamura Hokuto?), född 10 juli 1985, är en japansk fotbollsspelare.
I juni 2005 blev han uttagen i Japans trupp till U20-världsmästerskapet 2005.